# Чоловіча маточка
Чоловіча маточка або простатична маточка (лат. uterus masculinus, utriculus prostaticus, vagina masculina, sinus pocularis) — зачатковий орган у чоловічому організмі. Застарілі синоніми: веберів орган, пухирець передміхурової залози.
Являє собою сліпу кишеню на стінці сечівника у його простатичній частині, неподалік від місця вливання у нього сім'явипорскувальних проток. Розташована в межах передміхурової залози. Довжина маточки в дорослого чоловіка 6 мм. Розвивається з мюллерових каналів, які в жіночому організмі утворюють вагіну, матку й фаллопієві труби.
Традиційно вважається, що чоловіча маточка не виконує ніяких функцій, будучи рудиментом первинних органів ембріона. Проте деякі стверджували, що це не зовсім так: під час статевого акту вона стискується, розкриваючи отвори сім'явипорскувальних проток, сприяючи виходу еякуляту.
Іноді спостерігають збільшення чоловічої маточки.

## У тварин
Окрім людини, є ще в самців деяких хордових (акул, ссавців). В останніх являє дворогу порожнину, яка відкривається в сечостатевий канал поруч простати. У деяких приматів, гризунів, зайцеподібних та ін. перетворюється на так званий мішечок простати (сіменний пухирець), наповнюваний її секретом у період статевої активності. У деяких зубатих китоподібних втрачає зв'язок з порожниною сечівника і зберігається у вигляді тяжів або замкнених порожнин неправильної форми, заповнених лімфою.